# Soestwetering

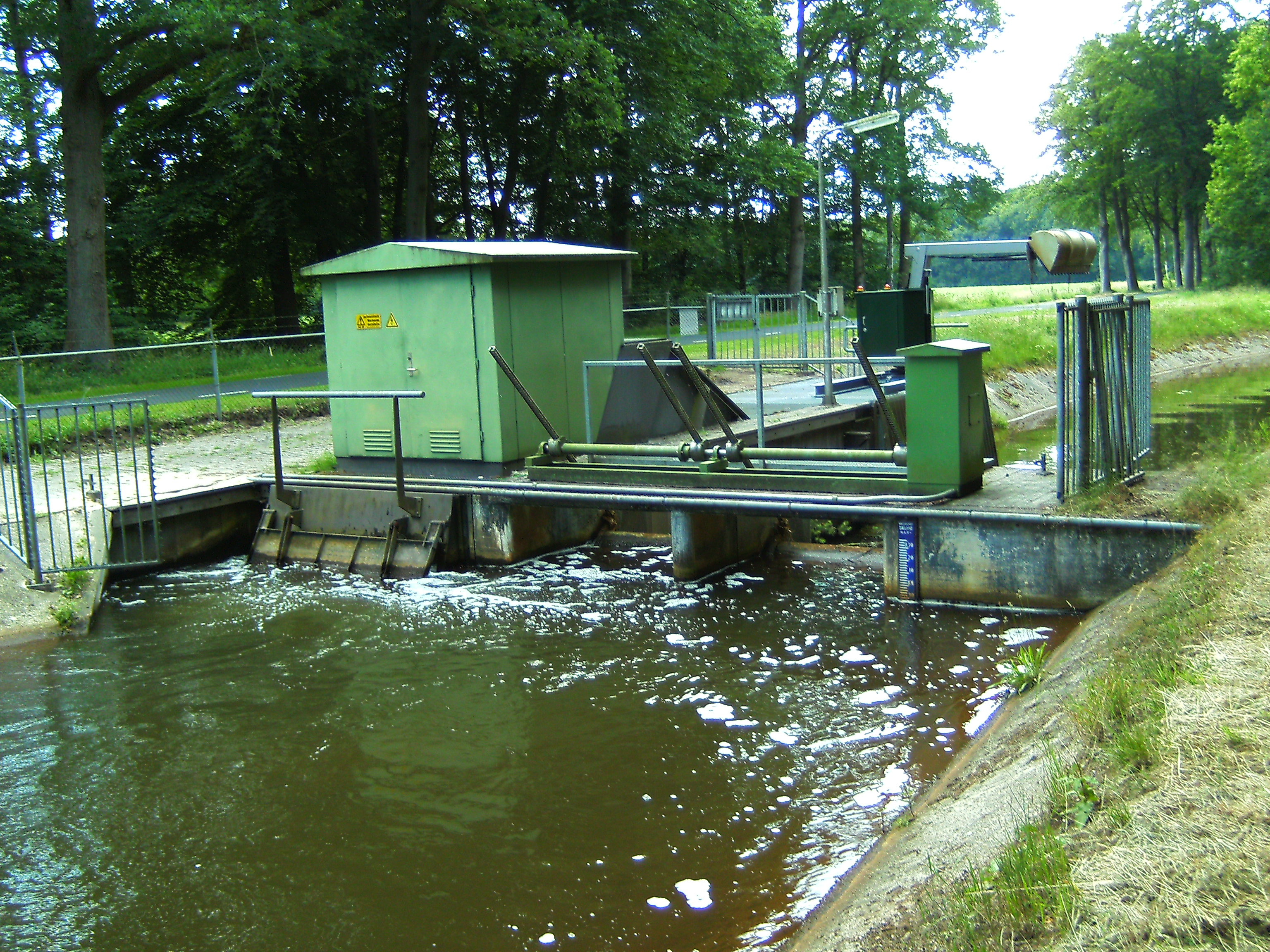
Stuw met gemaal in de Soestwetering bij Lettele. Hierdoor is het niet alleen mogelijk water langer in het gebied te houden maar kan het bij ernstige tekorten ook vanuit het Overijssels Kanaal en de IJssel naar het oosten geleid worden.

De Soestwetering is een hoofdwatergang in Salland in de Nederlandse provincie Overijssel. Ze ontspringt aan de voet van de Holterberg (Sallandse Heuvelrug). De wetering loopt vanaf de Holtense buurtschap Dijkerhoek door een groot deel van Salland richting Zwolle. Hier komt ze samen met de Nieuwe Wetering en het Almelose Kanaal. Na het kruisen met de Stadsgracht loopt dit kanaal via de Thorbeckegracht totdat het wederom de Stadsgracht kruist, vervolgens gaat het verder als Zwartewater en mondt ten slotte uit in het Zwarte Meer.

## Geschiedenis
De Soestwetering is evenals de andere waterlopen in Salland gegraven. Wetering duidt op een (gegraven) watergang. In de loop der eeuwen zijn er langs de rivier de IJssel langgerekte zandige oeverwallen van enkele meters hoog ontstaan. De mens zorgde in de Middeleeuwen bovendien voor steeds meer bedijking. Het water uit het hoofdzakelijk laaggelegen Salland kon niet naar de rivier afstromen. Daardoor bestond het gebied voornamelijk uit woeste gronden die op veel plaatsen uitgesproken moerassig waren. Om ontginning van de streek tussen de Sallandse heuvelrug en de IJssel mogelijk te maken werden vanaf de 13e eeuw weteringen gegraven. Bij de aanleg volgde men zoveel als mogelijk de dalvormige dekzandlaagten in het landschap. Eerst in oost-westelijke richting om vervolgens in de buurt van de IJssel af te buigen naar het noorden. Door deze afwatering werd het gebied beter geschikt voor bewoning en bewerking. Tot 1900 werden de watergangen eeuwenlang ook gebruikt voor het vervoer van onder meer veldproducten, hout en mest per zomp.

## Landschap
Het zuidoostelijk deel van de Soestwetering loopt door een kleinschalig agrarisch landschap. Het landschap van het noordelijk deel is weidser. Andere Sallandse weteringen zoals Zandwetering, Averlosche Leide, Raalter wetering en Nieuwe wetering takken onderweg bij de Soestwetering aan die, steeds breder wordend, al dit water naar Zwolle brengt. De oevers van de wetering zijn overal vrij strak, maar dankzij de begroeiing is het toch een natuurlijk element in het gebied. Het waterschap geeft met onder andere Europese subsidie de oevers van steeds meer kleine waterlopen een natuurlijker karakter. Naastgelegen landbouwgronden worden daarbij plaatselijk omgevormd tot retentiegebied voor de berging van incidentele overschotten aan hemelwater. Deze gebruiksverandering van de oeverlanden biedt plaatselijk meer ruimte aan plant en dier.
De Soestwetering oostelijk van het Overijsselsch kanaal wordt sinds 1985 ook benut om, met behulp van gemalen, in droge periodes IJsselwater het gebied in te brengen ten behoeve van de landbouw en als infiltratiewater voor de drinkwaterwinning in het Espelosebroek.

## Afbeeldingen

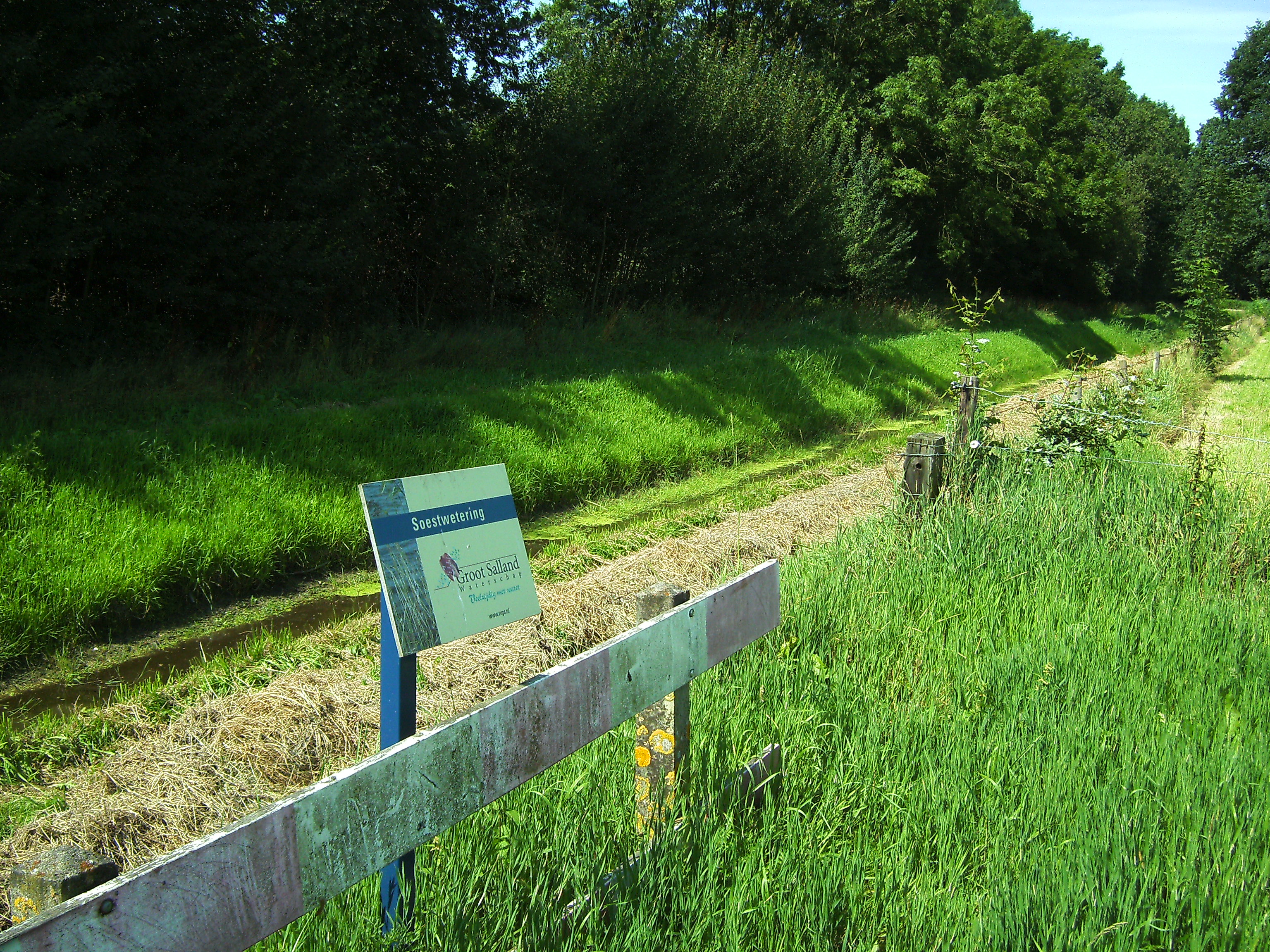
De Soestwetering in de Dijkermaten bij Dijkerhoek
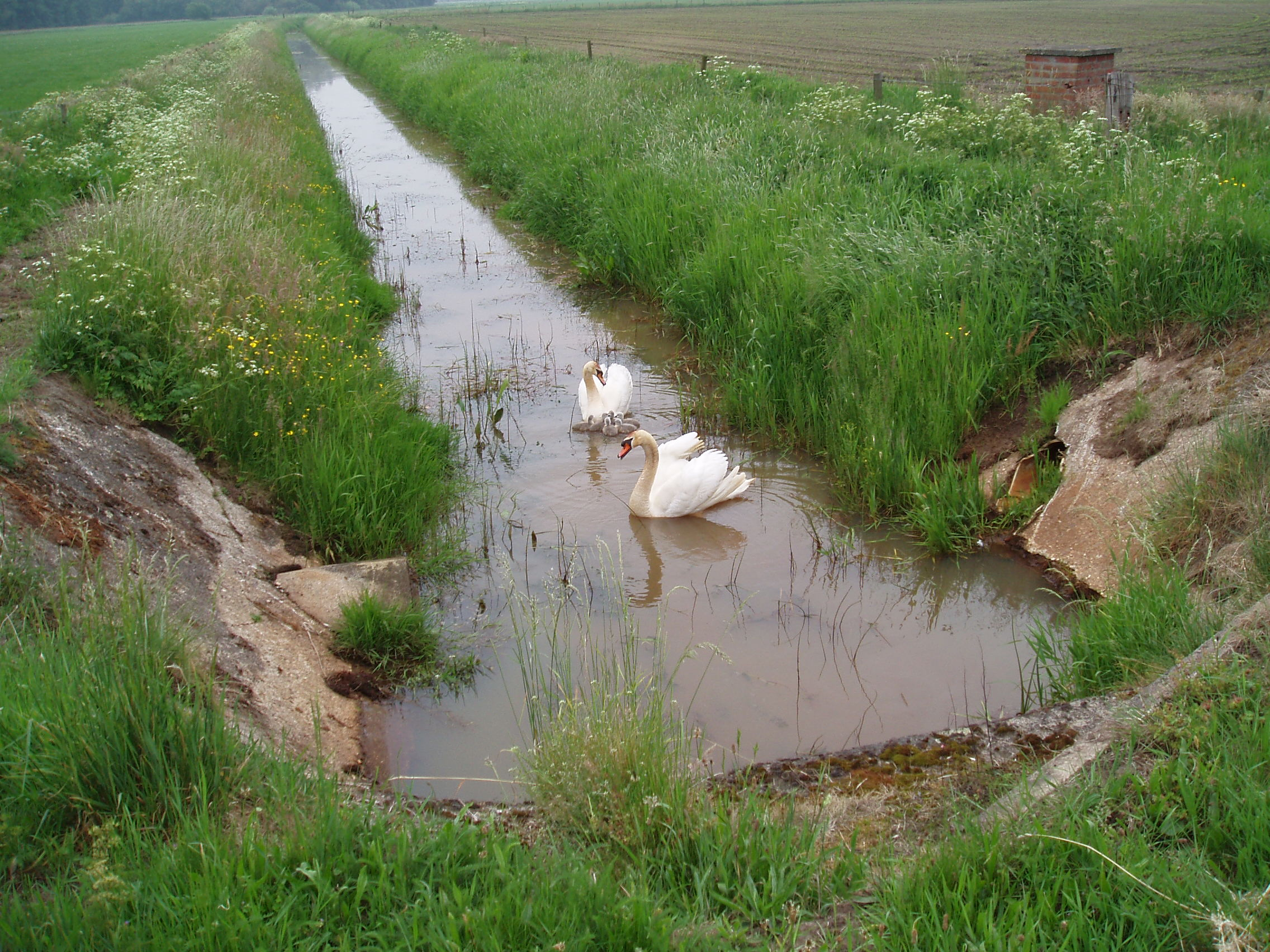
Twee knobbelzwanen met jongen in de Soestwetering
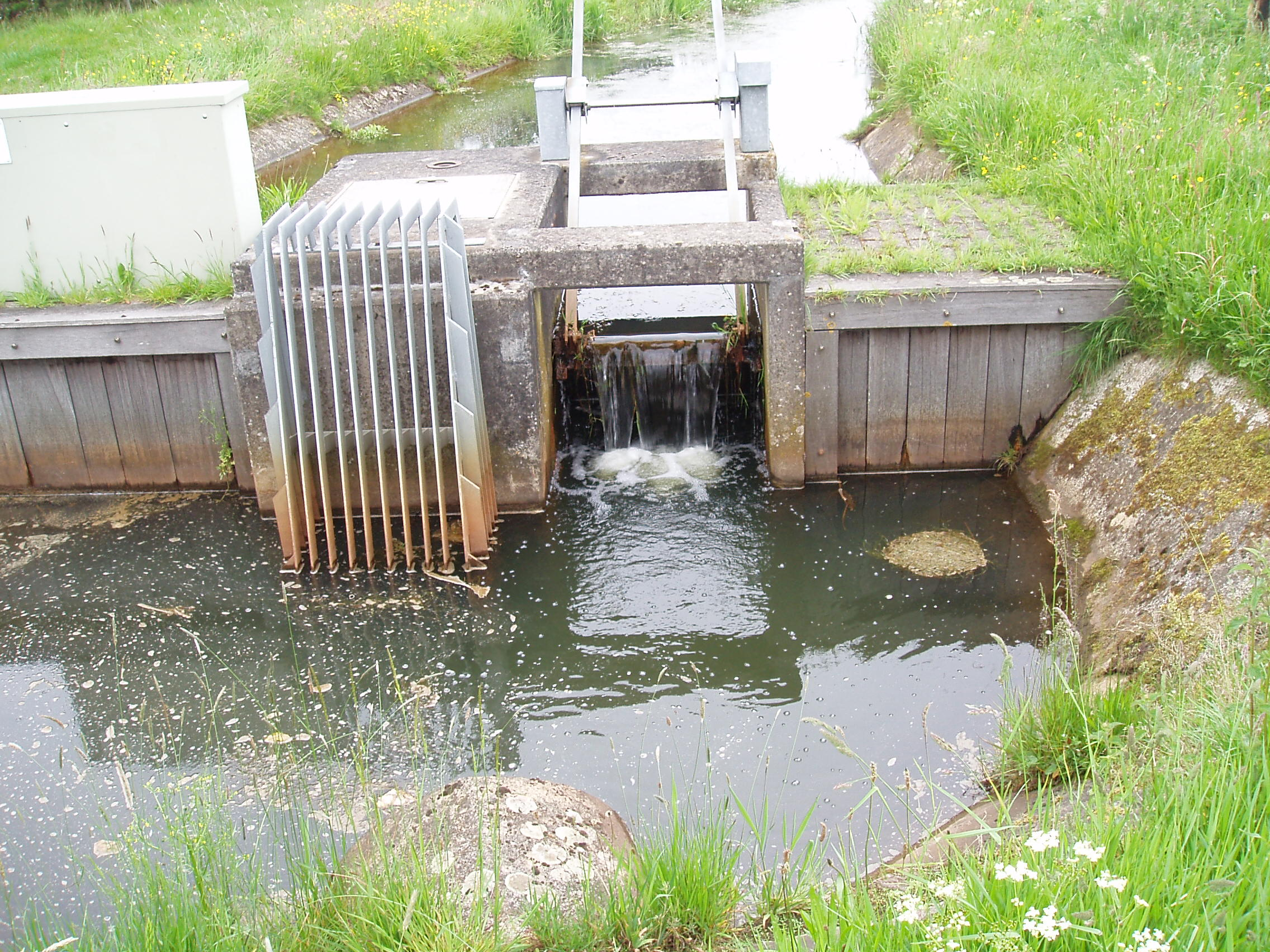
Een stuw met elektrisch gemaaltje in de Soestwetering
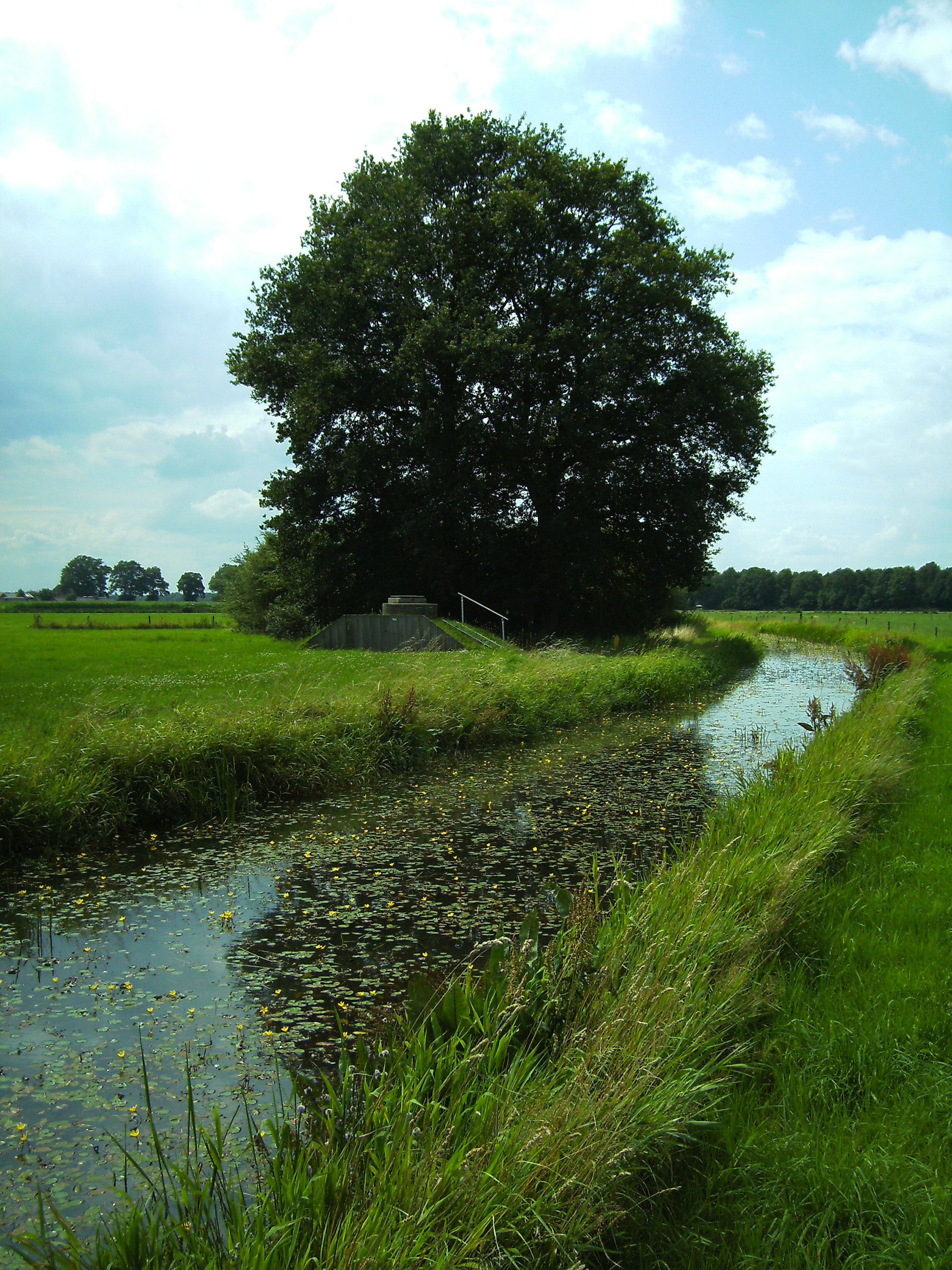
Soestwetering met waterwinput bij Okkenbroek